# Framatome
Framatome (pour Franco-américaine de constructions atomiques) est une multinationale française fondée en 1958 et œuvrant dans le secteur du nucléaire civil. L'entreprise est spécialisée dans la conception de réacteur nucléaire, la fourniture des équipements de la chaudière nucléaire, les services de maintenance des réacteurs, et la fabrication des assemblages de combustible. Elle est également présente dans le secteur de la santé (en imagerie nucléaire via sa filiale Framatome healthcare), ainsi que dans des solutions de cybersécurité. 
Framatome est détenue à 80,5 % par Électricité de France et à 19,5 % par Mitsubishi Heavy Industries.
L'entreprise change plusieurs fois de nom à partir la fin du XXe siècle. Elle est renommée Framatome ANP (pour Advance Nuclear Power) en 1999 après le rachat des activités nucléaires de Siemens KWU. De 2001 à 2018, elle est une filiale du groupe français Areva, dont elle est à l'origine en fusionnant avec la Cogema et CEA Industrie en 2001. La marque Framatome ANP disparaît totalement de 2006 à 2016 au profit d'Areva NP (pour Nuclear Power). En 2016 dans le cadre du plan de sauvetage d'Areva, Areva NP est temporairement renommée New NP, avant de redevenir Framatome en 2018 après sa prise de contrôle par EDF.
En 2025, Framatome est un des leaders de la conception et de la réalisation de réacteurs nucléaires avec :
- l'achèvement de 72 réacteurs nucléaires (dont 59 en France), répartis sur 25 centrales nucléaires de production d'électricité (dont 19 en France) ;
- la construction en cours des deux EPR de la centrale nucléaire britannique d'Hinkley Point ;
- les projets de construction des deux EPR de la centrale nucléaire de Sizewell en Angleterre, ainsi que des six EPR2 en France.

## Histoire

### De 1958 à 1999: Framatome

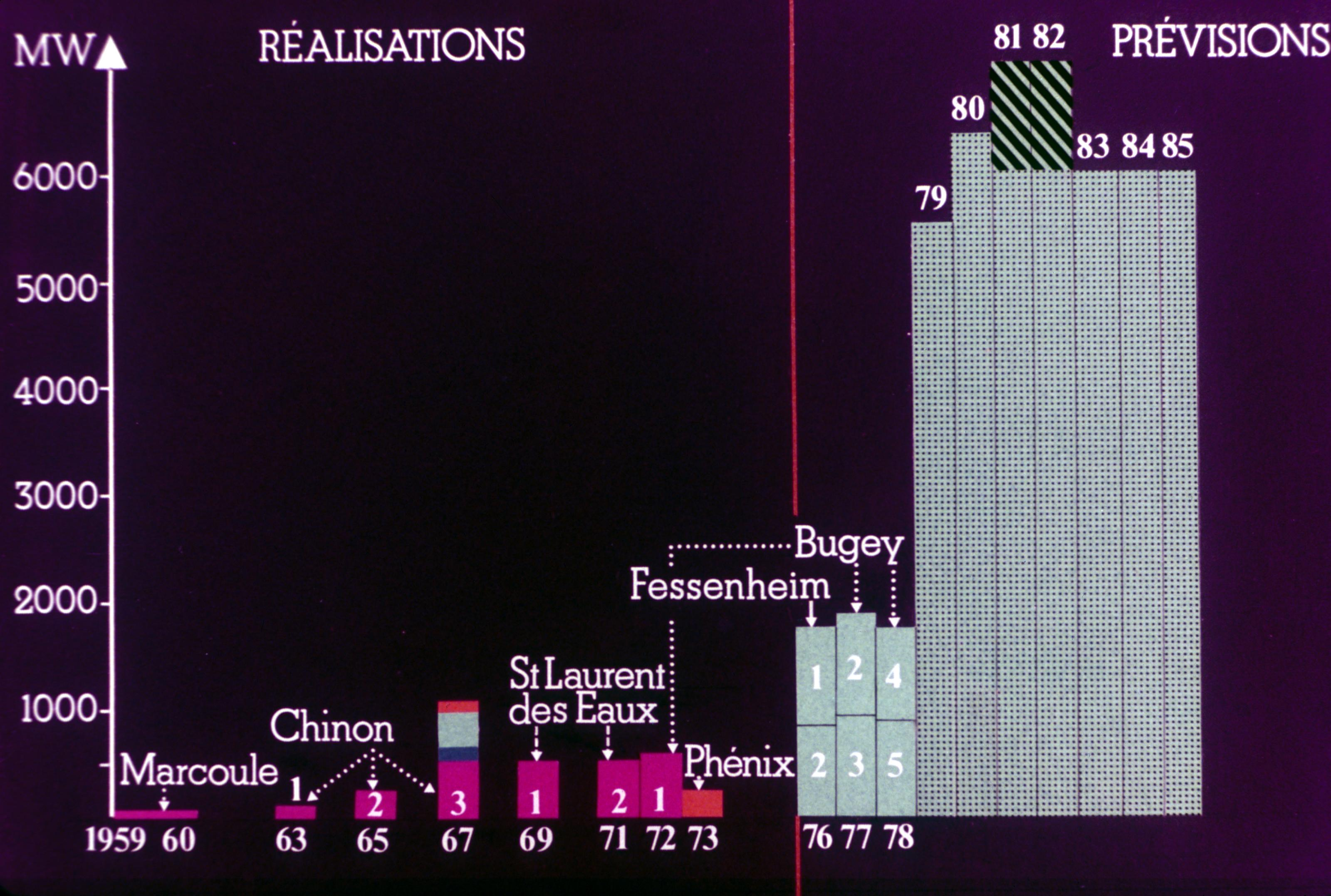
Calendrier de l'énergie nucléaire sur la période 1959-1985.

Le 1er décembre 1958, Framatome (Franco-américaine de constructions atomiques) est créée par plusieurs sociétés des groupes Schneider, Merlin Gerin et Westinghouse Electric Company, avec pour principal objectif d'exploiter la licence Westinghouse dans le domaine des réacteurs à eau pressurisée.
L'accord de licence et d'assistance technique est signé en février 1959. À cette époque, en France, EDF construit un premier réacteur nucléaire selon les plans de la filière dite uranium naturel graphite gaz (UNGG) dans la centrale nucléaire de Chinon.
De 1962 à 1967, Framatome travaille conjointement avec la Société d'énergie nucléaire franco-belge des Ardennes (SENA), la Société des ateliers de Charleroi et Westinghouse pour la fourniture du premier réacteur à eau pressurisée de la centrale nucléaire de Chooz.
En 1970, Framatome commence la construction d'un réacteur à la centrale nucléaire de Tihange en Belgique, il est mis en service en 1975.
Philippe Boulin, ancien président de Jeumont-Schneider est président de Framatome de 1975 à 1982,,,,,, suivi de Jean-Claude Leny (directeur général de Framatome depuis 1970) de 1982 à 1996.
Le 6 août 1975, l'entreprise Framatome est choisie comme seul constructeur des centrales nucléaires en France. Pendant 25 ans, elle équipe ainsi les 58 réacteurs à eau pressurisée des 19 centrales nucléaires de Fessenheim, Bugey, Tricastin, Dampierre, Gravelines, Saint-Laurent, Blayais, Chinon-B, Paluel, Cruas, Flamanville, Saint-Alban, Belleville, Cattenom, Nogent, Penly, Golfech, Chooz-B et enfin Civaux.
De 1975 à 1982, Framatome participe à la construction des réacteurs belges Doel-3 et de Tihange-2 au sein de FRAMACECO, une association avec les Ateliers de constructions électriques de Charleroi (ACEC) et Cockerill.
En 1976 est créée la Société française d'ingénierie électronucléaire et d'assistance à l'exportation (SOFINEL), une filiale d'EDF et de Framatome fondée pour développer la centrale nucléaire de Koeberg (Afrique du Sud), puis dans les années 1980 la Centrale nucléaire de Uljin (Corée du Sud), ainsi que celles de Daya Bay et de Ling-Ao (Chine).
En 1980, Framatome co-fonde l'AFCEN, association chargée de définir les codes de calculs pour le parc nucléaire Français.
En 1992, Framatome est détenue à 42 % par Alcatel-Alsthom, à 36 % par le CEA, les deux autres actionnaires étant EDF et le Crédit Lyonnais.
En 1993, le groupe Schneider cède Jeumont-Schneider Industrie à Framatome.
En 1996, alors que la construction des derniers réacteurs nucléaires français s'achève (dans les centrales nucléaires de Chooz et de Civaux), Alcatel-Alsthom possède encore 44 % de Framatome, mais l'État français contrôle le groupe via le CEA (36 %), EDF (11 %), et le consortium de réalisation (CDR, chargé de vendre des actifs du Crédit lyonnais) qui détient 4 %. Dominique Vignon est nommé président de Framatome de 1996 jusqu'à la naissance d'Areva fin 2001.

### De 1999 à 2006: Framatome ANP
En 1999, les activités nucléaires de Framatome et de Siemens fusionnent dans une nouvelle société appelée Framatome ANP (ANP pour Advanced Nuclear Power), étant détenu à 66 % par Framatome et à 34 % par Siemens.
En juillet 1999, l'État français augmente sa participation à Framatome, via différents « acteurs publics », dont EDF, de 51 % à près de 80 % du capital. La Cogema (Compagnie générale des matières atomiques) devient alors l'actionnaire industriel principal de Framatome.
En 2001, Framatome et SEEB fondent l'UIGM qui regroupe ses activités d'usinage de pièces destinées au nucléaire.
La même année, la filiale du Commissariat à l'énergie atomique CEA Industrie fusionne avec Framatome et la Cogema pour former un nouveau groupe dénommé Topco, puis renommé Areva.
En décembre 2003, le producteur finlandais d'électricité Teollisuuden Voima Oyj (TVO) signe un accord avec Areva NP et Siemens pour la construction du réacteur no 3 de la centrale nucléaire d'Olkiluoto en Finlande.

### De 2006 à 2015: Areva NP

Logo d'Areva

À la fin du premier semestre de l'année 2006, Framatome est rebaptisée Areva NP, pour Nuclear Power. La société est alors spécialisée dans les chaudières nucléaires et les services aux réacteurs.
En septembre 2006, Areva fait l'acquisition de Sfarsteel pour un montant de plus 170 millions d'euros, et acquiert à cette occasion les forges du Creusot et récupère les activités précédemment cédées dans l'UIGM.
En avril 2007, Areva NP signe le contrat du réacteur pressurisé européen (EPR) de Flamanville 3. Quelques jours plus tard, le chantier est bloqué par Greenpeace.
Au début de l'année 2009, Siemens annonce son retrait du capital d'AREVA NP en raison du mouvement pour la sortie du nucléaire en Allemagne.
À la mi-mars de l'année 2011, Siemens rétrocède les 34 % du capital d'Areva NP pour la somme de 1,62 milliard. Areva NP est alors détenue à 100 % par Areva.
En 2013, la SGN (ancienne filiale de Saint-Gobain puis de la COGEMA) est fusionnée dans Areva NP. Cette fusion s'inscrit dans le cadre de la simplification de la structure administrative du groupe Areva. La SGN est radiée le 26 juillet 2013. En 2016, ses anciennes activités sont intégrées à New AREVA (qui reprend les activités du cycle du combustible nucléaire) sous le nom d'Areva Projets, devenu Orano Projets en 2018.
En avril 2015, l'Autorité de sûreté nucléaire (ASN) révèle que la cuve de l’EPR de Flamanville, forgée par Areva NP, présente des caractéristiques mécaniques non conformes à la valeur réglementaire. En effet, des analyses, réalisées dans le cadre de l’évaluation de la conformité à l’arrêté ESPN, mettent en évidence une teneur en carbone de l’acier plus importante que prévu dans certaines zones des calottes de cuve. En cause, des dysfonctionnements dans les essais réalisés sur une machine du laboratoire d’essais mécaniques du Creusot : la machine utilisée pour ces essais présente une anomalie entre 2009 et 2014. Areva NP lance alors des audits qualité, qui mettent en évidence des irrégularités dans des dossiers de fabrication de l’usine du Creusot,,.
L’anomalie détectée sur la cuve, par l'ASN, est susceptible d’entraîner l'interdiction de son utilisation, ce qui serait catastrophique sur le plan industriel et financier. En effet, la cuve est déjà installée dans le réacteur de Flamanville en construction et son retrait exigerait de déconstruire en partie la structure édifiée autour de la cuve. De nouvelles études sont lancées afin de déterminer la gravité exacte des malfaçons et de pouvoir trancher sur l'utilisation ou non de la cuve.
L’ASN a présenté le 28 juin 2017 sa position sur l’anomalie de la cuve du réacteur EPR de Flamanville. L’ASN s’est appuyée sur l’analyse des dossiers transmis par Areva NP et EDF, menée par sa direction des équipements sous pression nucléaires et son appui technique l’IRSN, et sur l’avis de son groupe permanent d’experts pour les équipements sous pression nucléaires.
Sur la base des analyses techniques réalisées, l’ASN considère que les caractéristiques mécaniques du fond et du couvercle de la cuve sont suffisantes au regard des sollicitations auxquelles ces pièces sont soumises, y compris en cas d’accident.

### Rachat par EDF et renaissance de Framatome
En mai 2015, EDF fait une proposition pour racheter Areva NP de 280 à 300 millions € alors qu'Areva demande un milliard. Le 22 mai, EDF répond à une sollicitation de l'état et annonce une offre supérieure à 2 milliards € sur les réacteurs d’Areva.
Le 3 juin 2015, l’État annonce sa décision de refonder la filière nucléaire française en rapprochant les activités de conception, gestion de projets et commercialisation des réacteurs neufs au sein d’un partenariat stratégique entre EDF et Areva NP. Cet accord doit aboutir à une prise de participation majoritaire d’EDF au capital d’Areva NP. Le 30 juillet 2015, Areva et EDF ont annoncé être parvenus à un pré-accord[réf. nécessaire] (offre non-engageante) pour une prise de participation d'EDF dans Areva NP valorisée à 2,7 milliards € (valorisation qui pourra encore faire l'objet d'un ajustement) entre 51 et 75 % pour un montant de 2 milliards €. L'accord définitif qui doit être finalisé au cours de l'année 2016 prévoit qu'Areva conservera une participation minoritaire comprise entre 15 et 25 %. L'entrée d'autres actionnaires minoritaires, notamment chinois, est également évoquée. Bernard Fontana, ancien dirigeant du cimentier suisse Holcim, a été choisi conjointement par EDF, Areva et le gouvernement pour devenir le président d’Areva NP,.
Shunichi Miyanaga, le PDG de Mitsubishi Heavy Industries (MHI), se déclare, le 24 novembre 2015, prêt à acquérir une très large part du capital d'Areva NP, afin de soutenir le développement du réacteur Atmea1 au sein de la coentreprise Atmea ; plusieurs projets de vente de ce réacteur sont en cours : en Turquie, études de faisabilité pour une centrale de quatre réacteurs, et projets moins avancés au Vietnam et en Jordanie.
À fin octobre 2016, le rachat d'Areva NP par EDF n'est toujours pas finalisé en raison d'un contentieux persistant entre AREVA NP et TVO concernant la construction d'une centrale à Olkiluoto (Finlande). En effet, EDF refuse d'inclure dans le rachat d'AREVA NP la responsabilité de ce contrat de construction. Le 15 novembre 2016, EDF et Areva signent un contrat de cession d’Areva NP. Selon cet accord, EDF aura le contrôle exclusif d’une entité (New NP), filiale à 100 % d’Areva NP, qui regroupera les activités industrielles, de conception et de fourniture de réacteurs nucléaires et d'équipements, d'assemblages de combustible et de services à la base installée d'Areva,,.
En mai 2017, le conseil d’administration d’EDF approuve la création de la société Edvance, filiale d’ingénierie nucléaire qui prendra en charge les projets de conception et de réalisation (études, assistance à l’approvisionnement, montage et mises en service) d’îlots nucléaires, dans le cadre de nouvelles constructions en France et à l’étranger. Cette nouvelle société est détenue à 80 % par EDF et 20 % par Areva NP,.
Le 10 juillet 2017, Assystem et Mitsubishi Heavy Industries (MHI) ont signé des accords engageants pour leur entrée au capital d'AREVA NP (New NP), aux côtés d'EDF. Les groupes chinois CNNC et CGN ont également manifesté leur intérêt dès le début de l'opération, sans qu'un accord soit intervenu. Un accord officiel a été signé concernant MHI pour une participation de 19,5 %, tandis que la participation d'Assystem devrait être de 5%.
À la fin du mois de mai 2017, la Commission européenne valide le projet de rachat de New NP par EDF, estimant qu’elle ne génère pas de problème de concurrence,. La cession de New NP à EDF, qui doit se concrétiser avant la fin de l’année 2017, est soumise à deux conditions :
- des conclusions favorables de l’Autorité de sûreté nucléaire au terme des essais réalisés sur le circuit primaire du réacteur de Flamanville 3,
- des audits qualité positifs concernant les usines du Creusot, de Saint-Marcel et de Jeumont[44],[45].

Le 28 juin 2017, EDF obtient de l’ASN l'autorisation d'exploiter la cuve. Selon l’ASN, « Sur la base des analyses techniques réalisées, […] les caractéristiques mécaniques du fond et du couvercle de la cuve sont suffisantes au regard des sollicitations auxquelles ces pièces sont soumises, y compris en cas d’accident » mais il faudra changer le couvercle de la cuve d'ici à la fin 2024.
Le 4 janvier 2018, Areva NP, officiellement passée sous le contrôle d'EDF le 1er janvier, reprend le nom de Framatome, avec EDF en tant qu'actionnaire majoritaire (75,5 %) aux côtés de MHI (19,5 %) et d'Assystem (5 %).
L'Autorité de sûreté nucléaire (ASN) a donné le 25 janvier 2018 son feu vert à la reprise de la fabrication de pièces destinées aux centrales françaises à l'usine de Creusot Forge, propriété de Framatome.
En juin 2022, Framatome annonce le rachat de Cyberwatch, spécialiste en cybersécurité, un enjeu crucial pour le nucléaire.
En mars 2023, Framatome annonce un plan de 100 millions d'euros destiné à relocaliser au Creusot à l'horizon 2026 la fabrication des composants internes de cuves nucléaires, jusque-là sous-traités en Europe de l'Est,. En Octobre 2023, Framatome veut augmenter la surface de son usine de Saint-Marcel de 27.000 mètres carrés et compte ainsi doubler sa capacité de production.
En janvier 2024, Assystem revend ses parts (5%) de Framatome à EDF.

## Activités
Framatome est spécialisée dans :
- la conception, la réalisation et l'amélioration des réacteurs nucléaires.
- les équipements et les gros composants pour des nouveaux réacteurs nucléaires, ou des remplacements pour les anciens réacteurs (générateurs de vapeur...).
- la conception et la fabrication des assemblages de combustible pour les réacteurs nucléaires à eau pressurisée ou les réacteurs à eau bouillante, qu'ils soient construits par Framatome ou un concurrent.
- les services aux exploitants de centrales nucléaires, notamment pour la maintenance des réacteurs lors des arrêts de tranche.

### Subdivisions et implantations
| \| Courbevoie · Lyon · Marseille · Chalon-sur-Saône · Montreuil-Juigné · Saint-Marcel (Saône-et-Loire) · Montbard · Jeumont · Le Creusot · Sully-sur-Loire · Jarrie · Paimbœuf · Rugles · Romans-sur-Isère · Ugine · Grenoble \| Implantations de Framatome. |
| Courbevoie · Lyon · Marseille · Chalon-sur-Saône · Montreuil-Juigné · Saint-Marcel (Saône-et-Loire) · Montbard · Jeumont · Le Creusot · Sully-sur-Loire · Jarrie · Paimbœuf · Rugles · Romans-sur-Isère · Ugine · Grenoble                                   |

Framatome est présent dans trois États, qui correspondent aux sociétés historiques :
- en France : Framatome dispose
  - de bureaux à Courbevoie (La Défense), Lyon, Grenoble et Marseille ;
  - de Chalon Services, à Chalon-sur-Saône (maintenance et remplacement des gros composants) ;
  - de l'entrepôt CEDOS à Sully-sur-Loire ;
  - de deux usines pour la fabrication de gros composants à Saint-Marcel et à Jeumont ;
  - d'une usine de tubes pour générateurs de vapeur à Montbard (ex. Valinox Nucléaire);
  - d'un centre technique et de deux usines (forge et ateliers d'usinage) au Creusot ;
  - d'un centre technique à Bagnols-sur-Cèze (site de Marcoule) ;
  - des antennes sur les sites Malvési, Bugey, Belleville, Flamanville, Paluel et Gravelines.
- en Allemagne : Framatome GmbH (issu de Siemens-Kraftwerk Union (KWU)), dispose de bureaux à Erlangen et Offenbach-sur-le-Main, ainsi que d'un centre technique à Karlstein (à mi-chemin entre Erlangen et Offenbach).
- aux États-Unis : Framatome Inc (principalement issu de Duke Engineering), est basé à Charlotte et Lynchburg.

Framatome est aussi implantée à Romans-sur-Isère, sur le site nucléaire du Tricastin (Pierrelatte), ainsi que sur le site de Jarrie en Isère dans la fabrication du zirconium et à Dessel en Belgique via sa filiale FBFC, en Espagne (Framatome Services Spain S.L.U), en Suède (Framatome Uddcomb AB) et en Slovaquie (Framatome Controls S.R.O.).

## Produits

### Réacteurs en arrêt définitif
- Le réacteur de Chooz A (France) en cours de démantèlement
- 2 réacteurs de la centrale nucléaire de Fessenheim (France).

### Réacteurs en service
- 57 réacteurs en France (voir la liste des réacteurs nucléaires en France)
- 2 réacteurs de la centrale nucléaire de Koeberg (Afrique du Sud)
- 2 réacteurs de la centrale nucléaire de Hanul (Corée du Sud)
- 2 réacteurs de la centrale nucléaire de la Baie de Daya (Chine)
- 2 réacteurs de la centrale nucléaire de Ling Ao (Chine)
- 2 réacteurs de la centrale nucléaire de Taishan (Chine).
- réacteur no 4 de la centrale nucléaire de Doel (Belgique).
- réacteur no 1 de la centrale nucléaire de Tihange[55] (Belgique).
- réacteur no 3 de la centrale nucléaire d'Olkiluoto (Finlande).

### Réacteurs en construction
En Angleterre, Framatome construit les deux réacteurs EPR de la centrale nucléaire d'Hinkley Point. Framatome construit également la pile pour labo et les boucles d'essai du réacteur Jules Horowitz au centre de Cadarache[réf. nécessaire].

### Réacteurs en projet
Framatome signe le contrat de construction des deux EPR de la centrale nucléaire de Sizewell en Angleterre.

### Réacteurs en développement
Framatome développe deux nouveaux réacteurs de plus petite dimension, aussi destinés au marché de la production d'électricité :
- ATMEA 1 : un réacteur à eau pressurisée d'une puissance d'environ 1 100 MW, développé en coopération avec Mitsubishi Heavy Industries.
- KERENA (anciennement SWR 1000) : un réacteur à eau bouillante d'une puissance d'environ 1 250 MW, en coopération avec E.ON.

### Projets de recherche
Framatome mène ou participe à plusieurs projets de recherche dans le domaine du nucléaire civil :
- Projet ITER sur la fusion nucléaire à Cadarache
- Réacteur rapide refroidi au sodium ASTRID à Marcoule (projet abandonné en 2019).
- Réacteur nucléaire à très haute température : projet européen Raphael et programme Antarès
- Réacteur nucléaire piloté par accélérateur (réacteur hybride ADS),

### Assemblages de combustibles nucléaires
Les assemblages sont construits et assemblés sur le site Framatome de Romans-sur-Isère.

## Organisation et gouvernance
En 2025, la direction de Framatome est organisée comme suit,,:
- Grégoire Ponchon, Chief Executive Officer de Framatome
- Thierry Chalencon, CFO par interim
- Philippe Braidy, Directeur général délégué
- Carsten Haferkamp, Directeur Framatome GmbH (Allemagne)
- Tony Robinson, Directeur de Framatome Inc

Framatome emploie 19 000 salariés pour un chiffre d'affaires de 4,1 milliards d'euros en 2022. Elle est membre fondateur de l'Association française pour les règles de conception, de construction et de surveillance en exploitation des matériels des chaudières électro-nucléaires, de l’Institut Tripartite, de FROG (Framatome Reactor Owners Group) et est membre de Association mondiale des exploitants nucléaires (WANO).